# Hackneyville
Hackneyville – jednostka osadnicza w Stanach Zjednoczonych, w stanie Alabama, w hrabstwie Tallapoosa.